# Kalin Terziyski
Kalin Terziyski é um escritor búlgaro contemporâneo.
Educado como psiquiatra, por necessidade de empréstimo adicional devido aos baixos salários dos jovens médicos em Bulgária, ele começou a escrever para jornais e revistas. No início de 2000, ele demitiu sua carreira médica e dedicou seu tempo à escrita criativa.
Ele foi um dos vencedores do Prémio da União Europeia para a Literatura 2011 .

## Obras

### Poesia
- Sal, Sofia, Paradox, 2008, 108 p. (ISBN 9789545530844)
- Novos poemas logo no início, Sofia, Faber, 2010, 72 p. (ISBN 9789544002330)
- As vantagens de posar, Sofia, Ciela, 2011, 96 p. (ISBN 9789542810230)

### Contos
- 13 peças de tempo quebrado, 2008 : Há apenas 100 peças na toda a edição. Cada livro é ilustrado separadamente pelo autor. Preço 60 euros. Não  é disponível comercialmente. [2].
- Pensamentos rígidos com molho de estranho, Sofia, Ciela, 2009, 98 p. (ISBN 9789542804802)
- Há alguém para te amar, Plovdiv, Janet 45, 2009, 160 p. (ISBN 9789544915544)
- O amor de uma mulher de 35 anos, Plovdiv, Janet 45, 2010, 160 p. (ISBN 9789544916411)
- Há um dia bom para o homem bom, Plovdiv, Janet 45, 2011, 142 p. (ISBN 9789544917197)
- Noé dá as últimas ordens para os animais, Sofia, Ciela, 2012, 120 p. (ISBN 9789542810773)

### Romances
- Álcool, Sofia, Ciela, 2010, 352 p. (ISBN 9789542807636)
- Insanidade, Sofia, Ciela, 2011, 240 p. (ISBN 9789542809449)

## Citação
1. ↑  «Winners of the 2011 European Union Prize for Literature». Consultado em 21 de outubro de 2012. Arquivado do original em 1 de março de 2014
2. ↑   Entrevista em búlgaro: Cada geração é degradada em sua própria maneira.